# Шепа Антон Олексійович
Антон Олексійович Шепа (28 квітня 1928, Підгоряни, нині частина Мукачева — 4 липня 2014) — український художник, Заслужений художник України, лауреат премії ім. Й. Бокшая та А. Ерделі.

## Біографія
Народився 28 (в більшості інтернет-джерел зустрічається дата 17 квітня) квітня 1928 року в Підгорянах (частина Мукачева) у сім'ї хліборобів. Родом з с. Підгоряни (тепер район міста Мукачево) на Закарпатті. У віці шість років залишився без матері у багатодітній родині. 1948 року вступив до інституту прикладного та декоративного мистецтва (факультет монументального живопису). Учився у Йосипа Бокшая та Адальберта Ерделі. У 1954 році закінчив Інститут прикладного мистецтва у Львові в класі Романа Сельського.
Від 1954 року в Ужгороді працював паралельно в галузі монументального і станкового живопису, поєднуючи роботу з викладанням живопису в Ужгородському училищі прикладного мистецтва впродовж семи років.
1957 року дебютував одночасно на республіканській (Київ), всесоюзній (Москва), міжнародній (Москва) виставках творів молодих художників до VI Всесвітнього фестивалю молоді і студентів у Москві. З 1957 учасник майже всіх республіканських, багатьох всесоюзних виставок українського мистецтва закордоном: Австрія, Кіпр, Японія, Словаччина, Чехія, Угорщина, Німеччина, Монголія та інші держави.
Як монументаліст, оздоблює різні громадські будівлі.
У 1968 році в ресторані «Лісова пісня» біля Буштина Антон Шепа виконує свій шедевр «Карпатська легенда» у техніці малювання по керамзитовій штукатурці (витвір не зберігся).
На початку 1960-х років Шепа одружується, а в 1970-му році виїжджає до Києва. Його дні минають у майстерні, зростає серія робіт «Моє Закарпаття». Він малює Закарпаття ідеальне чи ідеалізоване.
Антон Шепа помер 4 липня 2014 року, а його картини розійшлися по музеях і приватних збірках.

## Творчість
Серед картин:
- «Карпатський край» (1966),
- «Гуцульщина» (1968),
- «Старе Закарпаття» (1969) й ін.

Настінні розписи в різних публічних будовах: «Карпатські опришки» і фреска «Легенда про Пунтю» в с. Буштині, «Верховинське весілля» та «Суворі Бескиди» в с. Нижні Ворота.
Шепа широко використовує мотиви фольклору й народної міфології.